# دانشکده حربی وزارت مدافعه تاجیکستان
دانشکده حربی وزارت مدافعه جمهوری تاجیکستان یکی از دانشکده‌های تحصیلاتی عالی کسبی تاجیکستان می‌باشد.

## تأسیس
دانشکده سال ۱۹۹۲ در دوشنبه تأسیس یافته و سرپرست دانشکده وزارت مدافعه جمهوری تاجیکستان است.